# 오토 컨버그

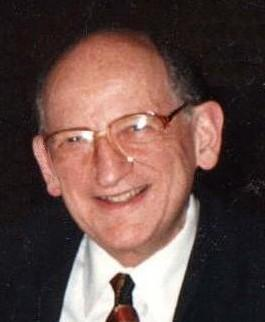

오토 프리드먼 컨버그(Otto Friedmann Kernberg, 1928.9.10-)는 웨일 코넬 의학대학(Weill Cornell Medical College) 정신과교수이자 정신분석학자이다. 컨버그는 경계선인격조직(borderline personality organization)과 자기애성병리(narcissistic pathology)에 관한 정신분석학적 이론으로 가장 잘 알려져 있다. 컨버그의 연구는, 2차대전 이후 클라인학파(Kleinian)의 연구와 영국과 남미를 중심으로 발전한 대상관계이론(object relations) 연구의 관점을, 영국과 남미를 중심으로 발전한 자아심리학(ego psychology)과 융합하는 데에 있어 중심 역할을 담당하였다. 컨버그의 연구는 현대정신분석학에서 가장 널리 수용되고 있는 심리이론인 현대대상관계이론 발전에 중심이 되었다.

## 생애
1928년, 컨버그는 오스트리아 빈(Wien)에서 태어났다. 그의 가족은 1939년 나치독일(Nazi Germany)을 피해 칠레(Chile)로 이민을 갔다. 그곳에서 컨버그는 생물학과 의학을 전공하였고, 이후에는 칠레정신분석협회(Chilean Psychoanalytic Society)와 함께 정신의학과 정신분석학을 공부하였다. 1959년, 록펠러재단 펠로우십(Rockfeller Foundation fellowship)을 통하여 컨버그는 생애 처음으로 미국으로 건너가, 제롬 프랭크(Jerome Frank)와 함께 존스홉킨스병원(Johns Hopkins Hospital)에서 심리치료를 연구하였다. 1961년, 컨버그는 미국으로 이민하여 메닝거병원(C.F. Menninger Memorial Hospital)에 참여, 이후 병원장이 되었다. 그는 토페카연구소 정신분석학 부문 감독 및 훈련 분석자(Supervising and Training Analyst of the Topeka Institute for Psychoanalysis)이자 메닝거재단 심리치료 연구 프로젝트 총책임자(Director of the Psychotherapy Research Project of Menninger Foundation)가 되었다. 1973년 컨버그는 뉴욕으로 이주하여 뉴욕주 정신의학 연구소 일반임상서비스 총책임자(Director of the General Clinical Service of the New York State Psychiatry Institute)가 되었다. 1974년 그는 콜럼비아대학(Columbia University) 내과외과대학(College of Physicians and Surgeons)에서 임상정신의학교수(Professor of Clinical Psychiatry)로 임명되었다. 1976년 그는 코넬대학교(Cornell University) 정신의학과 교수와 뉴욕병원-코넬의학센터인격장애연구소 소장(Director of the Institute for Personality Disorders Institute of the New York Hospital-Cornell Medical Center)이 되었다. 1997년부터 2001년까지 그는 국제정신분석협회(International Psychoanalytical Association) 회장을 맡았다.
그는 같은 코넬대 교수이자 아동정신의학전문의 폴리나 컨버그(Paulina Kernberg)와 결혼하였다. 폴리나는 2006년 사망하였다.

컨버그는 자기애(narcissism), 대상관계이론(object relations theory), 인격장애(personality disorders) 분야에서 업적을 남겼다. 그는 구조조직(structural organization)과 심각성(severeity)의 측면에서 인격장애를 통합정리하는 참신하고 유용한 체계를 설립하였다. 1972년, 컨버그는 뉴욕정신분석학협회 및 연구소(New York Psychoanalystic Society and Institute)로부터 하인츠하트만상(Heinz Hartmann Award)을, 1975년 펜실베니아병원연구소(Institute of Pennsylvania Hospital)로부터 에드워드스트레커상(Edward A. Strecker Award)을, 1981년 정신분석학협회(Association for Psychoanalytic Medicine)로부터 조지다니엘스우수상(George E. Daniels Merit Award)을 수상했다.

## 전이중심심리치료
컨버그는 경계선성격장애(Borderline Personality Organization, BPO) 환자를 위해 만들어진 정신분석학적 심리치료로서 전이중심심리치료(Transference-Focused Psychotherapy, TFP)를 고안하였다. 경계선성격장애 환자는 정동(affect)과 사고 과정에서 분열(splits, splitting)을 경험하며, 따라서 전이중심심리치료의 목적은 자기표상(self representation)과 대상표상(object representation)에서의 분열된 부분들을 통합하는 것에 있다.
전이중심심리치료는 한 회기당 45-50분씩 일주일에 2-3회기로 진행된다. 치료에서 개인은 자기와 유의미한 타자들(significant others)에 대한 표상(representation)이 화해되지 못하고 대립된 상태로 내면화되어 있으며 정동이 격앙된 상태에 있다고 본다. 대상관계의 대립 상태로 내면화되어 있는 것에 대해 방어하는 것을 정체성혼란(identity diffusion)이라고 한다. 이는 타자와의 관계는 물론 자기와의 관계마저 혼란스럽게 한다. 자기와 타자 그리고 이와 관련된 정동들에 대한 왜곡된 인지는 치료사와의 관계에서 나타나며(즉 전이transference), 그 과정에서 왜곡된 인지는 치료 대상이 된다. 왜곡된 인지에 대하여 통합된 해석을 내리는 것이 변화의 기제이다.

### 적합한 환자
컨버그는 전이중심심리치료를 경계선성격장애 환자에 주목하여 설계하였다. 컨버그에 의하면, 환자들은 정체성혼란, 원초적 방어 기제(primitive defense operations), 불안정한 현실 검증능력(unstable reality testing)을 가지고 있다. 정체성혼란은 병리적 대상관계에서 비롯하며, 대립 상태의 성격 특질(character traits), 자기단절(discontinuity of self), 대상관계가 이상화되거나 저평가된 상태를 포함한다. 원초적 방어 기제는 분열, 부정(denial), 투사적 동일시(projective identification), 원초적 저평가/이상화(primitive devaluation/idealization), 전능감(omnipotence)을 보인다. 현실검증은 원초적 방어 기제가 자기와 타자에 대한 인지를 변화시킴으로써 이에 부정적인 영향을 받는다.

### 치료 목표
주요 목표는 행동 통제 능력을 개선하고, 정동 조절 능력을 증대시키며, 더욱 친밀하고 만족스러운 대인관계를 형성하고, 인생목표 추구 능력을 기르는 것이다. 이는 자기표상과 대상표상의 통합, 원초적 방어기제의 개선, 환자의 내적표상세계(internal representational world)의 파편화를 영속시키는 정체성혼란을 해결하는 과정을 통하여 달성된다. 이를 위해, 이전의 대인관계에 대하여 정동이 격앙된 상태인 환자의 내적표상(internal representations)을 치료사는 끊임없이 해석하며, 동시에 치료사는 치료적 관계(therapeutic relationship) 상에서 내적표상을 알아가게 되는데, 이것이 전이(transference)이다. 명료화(clarification), 직면(confrontation), 해석(interpretation) 기법이 환자와 치료사 사이의 전이 관계가 발전하는 중에 사용된다.

### 치료 절차

#### 계약
치료는 치료계약 작성부터 시작된다. 계약은 모든 환자에게 적용되는 일반적 가이드라인, 그리고 치료 진행을 방해할 환자 개개인의 문제점들을 바탕으로 만들어진 특수 항목들로 구성되며, 치료사의 책임도 포함한다. 환자와 치료사는 치료가 진전되기 전에 치료 계약 내용에 동의해야 한다.

#### 치료 과정
치료는 다음 세 단계로 구성된다.
- (a) 전이과정에서 내면화된 특정 대상관계에 대한 진단적 묘사
- (b) 전이과정에서 자기표상과 대상표상을 통합하는 진단적 가공(diagnostic elaboration) 그리고 전이/역전이(transference/countertransference) 과정에서 상연 과정에 대한 진단적 가공
- (c) 분열된 자기표상의 통합, 이는 정체성혼란을 해소시키는 자기와 타자의 감각을 통합시킴

치료 첫 해에는 문제의 위계(hierarchy of issues)에 집중한다.
- 자살행동(suicidal behaviors)과 자기파괴행동의 속박
- 치료를 무마시킬 다양한 방법들
- 우세한 대상관계 패턴의 동일시와 반복(자기와 타인의 정동과 표상이 통합되지도 않고 구분되지 않은 상태로부터 보다 일관된 상태로 옮겨감)[5]

### 변화 기제
변화기제(mechanisms of change)는 컨버그의 발달론적 관점에 기반한 경계선성격조직(Borderline Personality Organisation) 이론에서 유래한다. 경계선성격조직은 자기와 타인의 정동과 표상이 통합되거나 구별되지 않는 것을 의미한다. 자기표상과 대상표상 중 일부는 정동에 의하여 대상관계 양자관계(object relations dyads)라는 심리 단위로 페어링(pairing)되고 연결된다. 이 양자관계는 심리 구조의 기본요소이다. 경계선성격장애 증상에서 내적 대상관계 양자관계의 통합이 부족하면 분열(split)이라는 심리구조로 연결되는데, 이는 부정적인 자기표상과 대상표상이, 이상화시킨 긍정적인 자기표상과 대상표상으로부터 분리되어 있는 상태이다. 그래서 어떤 사람에 대해서 완전 좋거나 완전 나쁜 것으로 판단하게 된다. 전이중심심리치료를 받고 있는 환자에게서 전반적으로 나타난다고 하는 변화기제는 양극화된 정동 상태와 자기표상 및 대상표상을 보다 일관성 있는 하나의 온전한 것으로 통합하게 된다.

## 자기애 이론과 코헛과의 논쟁
자기애 유형에 대하여, 컨버그는 정상적 성인적 자기애(normal adult narcissism), 정상적 유아적 자기애(normal infantile narcissism), 병적 자기애(pathological narcissism)가 있다고 주장하였다. 병적 자기애는 병적인 자기 구조(structure of the self)내에서의 리비도 투자(libidinal investment)로 정의하였는데, 영아적 자존감 수준의 조절방식으로의 후퇴(regression to the regulation of the infantile self-esteem), 자기애적 대상선택(narcissistic choice of object), 자기애성 성격장애(narcissistic personality disorder) 세 유형으로 나뉜다. 그중 자기애성 성격장애가 가장 병증이 심각하다.
컨버그의 자기애 이론은 하인츠 코헛(Heinz Kohut)과 논쟁을 일으켰다. 두 사람은 자기애성, 경계선 환자, 정신병 환자에 주목했지만, 이론의 초점과 내용 및 치료법에 있어서는 확연한 차이를 보였다. 자기애성 성격장애와 경계선 성격장애(borderline personality disorder)의 관계를 둘러싼 개념화, 그리고 정상적 자기애와 병적 자기애, 자기애적 이상화(narcissistic idealization)와 과대자기(grandiose self)에 대한 이론에 있어서 이들은 큰 차이점을 보였다. 이외에도 정신분석학적 기법과 자기애적 전이에 있어서도 차이를 보였다.

## 자기애 이론
컨버그에 의하면, 자아(the self)는 다양한 자기표상으로 구성되어 있는 정신 내적 구조(intrapsychic structure)이다. 이는 좋고 나쁜 자아상(self-image)을 모두 통합하는 현실적 자아(realistic self)인 것이다. 즉 자아는 리비도 투자 요소와 공격성 투자(aggressive investment) 요소들을 조합하는 구조를 구성하는 것이다. 컨버그는 정상적인 자기애를 자아에 대한 리비도 투자라고 정의하였다. 그러나 자아의 리비도 투자는 리비도 에너지(libidinal energy)의 본능적 근원으로부터만 유래하는 것이라고 강조되어야 할 것이다. 반대로 자아와 기타 정신 내적구조 - (프로이트 이론에서의) 자아(the ego), 초자아(the super ego), 이드(the id) - 사이의 관계에서 유래한다.

### 자기애 유형

#### 정상적 성인적 자기애
정상적 성인적 자기애(Normal adult narcissism)는 자아의 정상적인 구조에 기반한다. 대상에 대한 표상 전부를 내사(introject)하고, 대상관계(objects relationships)가 안정적이며 굳건한 도덕체계(moral system)를 가지고 있다. 초자아는 완벽히 발달해 있고 개별화되어 있다.

#### 정상적 유아적 자기애
정상적 유아적 자기애(Normal infantile narcissism)는 자존감 조절(regulation of the self-esteem)이 연령과 관련된 만족감을 통해서 발생하는데, 이는 정상적 유아적 가치 체계, 요구, 금기사항(prohibition)을 포함하거나 암시한다.

#### 병적 자기애
세 하위유형

- 유아적 자존감 조절로의 퇴행(Regression to the regulation of infantile self-esteem) : 이상적 자아(the ideal ego)는 어린아이스러운 목적추구(pursuits), 가치, 금기사항으로 채워져 있다. 자존감 조절은 표출이나 유아적 기쁨(infantile pleasures)에 대한 방어에 과도하게 의존하는데, 이는 일반 성인에게서는 버려진 것들이다. 이는 자기애성 병증의 가장 경미한 유형이다.
- 자기애적 대상선택(Narcissistic choice of object) : 이 유형은 위의 유형보다 심각하지만 사례가 더 적다. 유아적 자기에 대한 표상은 대상에 투사되고 이 대상을 통하여 동일시괸다. 따라서 리비도 연관(libidinal association)이 발동되면서, 자아와 대상의 기능이 교환된다.
- 자기애성 성격장애(Narcissistic personality disorder) : 이 유형은 정상적 성인적 자기애는 물론 정상적 유아적 자기애로의 퇴행과는 다르다. 가장 심각한 유형이자 정신분석에 적합하다.

컨버그의 관점에서, 자기애성 인격(narcissistic personality)은 정상적 성인적 자기애와 정상적 유아적 자기애로의 고착(fixation) 혹은 퇴행(regression) 두 가지와 구별된다. 발달의 원시적 단계(primitive stage)에 고착되거나 특정한 정신 내적 구조의 발달이 결핍된 것은 자기애성 인격의 특성을 설명하기 부족하다. 이 특성들은 자아 구조(ego structure)와 초자아 구조(superego structure)의 구분과 통합에 있어서의 병리적인 양상을 따는 과정을 거쳐서, 병리적 대상관계의 결과이다. 병적 자기애는 단순히 자아(the self)에 대한 리비도 투자가 아니라 병리적이고 발달 미숙의 자기구조(structure of the self)에 대한 리비도 투자인 것이다. 이러한 병리적 구조는 발달단계 초기의 자아상과 대상상(object image)에 대한 방어를 드러내는데, 이는 리비도 투자나 공격성 투자 성향 중 하나이다. 정신분석학적 과정은 원시적 대상관계, 갈등, 방어를 표면으로 드러내는데, 이는 대상의 안정성을 우선하는 발달 단계에 있어서 전형적인 모습이다.

## 컨버그와 코헛
컨버그와 하인츠 코헛(Heinz Kohut) 모두 과거와 현재의 정신분석학적 이론에 지대한 영향을 끼쳤다. 컨버그와 코헛은 정신분석적 심리치료(analytic therapy)에 맞지 않다고 여겨지는 환자들을 관찰하고 치료하는 것에 주목하였다. 이들의 연구는 자기애성 성격장애 환자, 경계선 성격장애 환자, 정신병 환자에 주로 연관되어 있다. 그러나 증상들의 원인, 심리 구조(psychic organization), 치료법에 관한 관점은 서로 상당히 다르다. 전반적으로 보면, 코헛은 자기심리학(self psychology) 이론의 대가로서 지그문트 프로이트의 추측성 개념화(conjectural conceptualization)로부터 상당히 떨어져 있으며, 자기조직화(self-organization)와 자기표현(self-expression)에 대항 욕구에 초점을 맞추고 있다. 반면, 컨버그는 프로이트의 메타심리학(metapsychology)에 충실하면서도 사랑과 공격성 간의 투쟁에 초점을 맞췄다. 이들의
차이점은 아래와 같다.

### 자기애성 성격과 경계선 성격의 관계
컨버그와 코헛의 이론이 대립되는 주요 지점은 자기애성 성격장애와 경계선 성격장애에 대한 개념에 있다. 컨버그는 자기애성 성격장애 환자의 방어기제가 경계선 성격장애의 그것과 매우 흡사하다고 보았다. 분열(splitting)과 투사적 동일시(projective identification)라는 방어기제를 살펴보면 뚜렷해지는 경계선성격장애가 자기애성 성격장애 환자의 기저에 깔려 있기 때문이다. 그는 아이의 감정과 욕구에 무관심한 채 아이를 피상적이고 냉담하게 대하는 엄마 대리자(mother surrogate)의 역할이 중요함을 강조함으로써, 자기애성 성격장애 환자들의 혼란의 근원으로서 구조적 요소(constitutional factor)와 환경적 요소(environmental factor)를 동일한 것으로 보았다.
반면 코헛은 경계선 성격장애를 자기애성 성격장애와 완전히 구분되는 다른 것으로 보았으며 정신분석적 심리치료의 효과를 보지 못한다고 생각했다. 그만큼 자기애성 성격장애는 회복력을 갖춘 자아(resilient self)를 특성으로 갖기 때문에 정신분석에 더 적절하다. 코헛은 환경적 요소만이 자기애성 성격장애 환자들에게 주 원인이다. 또한 양자 모두 자기애성 성격장애 이론화에 있어 과대자기(grandiose self)에 주목했음에도 이에 대한 설명은 서로 다르다. 코헛은 과대자기가 '발달 초기 이후 발달하지 못하였지만 정상적인 원초적 자기(primitive self)에 대한 고착(fixation of an archaic 'normal' primitive self)'를 반영한다고 보았지만, 컨버그는 과대자기가 정상적인 자기애와는 다르며 병적인 것으로 발달한 것으로 보았다. 치료에 고나하여서도, 코헛은 전이과정(process of transference) 동안 마음을 열 수 있도록 환자의 자기애성 소원, 바람, 욕구를 격려하는 것에 중점을 두어야 한다고 했지만, 컨버그는 대면전략(confrontation strategies)을 사용하여 환자 내면의 파편화된 세계를 통합할 수 있도록 하는데 중점을 두어야한다고 보았다.

### 정상적 자기애와 병적 자기애
코헛과 컨버그의 주요 논쟁 중 하나는 정상적 자기애와 병적 자기애이다. 상술하였듯이 코헛은 자기애성 성격장애가 발달정지(developmental arrest)를 보인다고 했다. 특히 코헛은 유년기 발달과정에서 부모로부터 충족되지 못한 적응적(adaptive)인 자기애성 성향의 바람, 욕구, 목표를 이러한 유형의 성격이 반영한다고 보았다. 여기에서 과대자기는 장래에 정상적 자기(normal self)가 되는 미발달 유형(archaic form)에 불과하다. 그러나 정상적 자기로 가지 못하면 병적 자기애가 발생하게 된다. 병적 자기애에 대한 설명에서 코헛은 자기애성 성격장애가 어떻게 발생하는지 그 원인을 밝히기 위하여 리비도 전하(libidinal force 혹은 libidinal charge, 리비도 에너지가 투입되는 대상)에 주목하였다. 코헛에게 있어, 공격 욕동(aggression drive)은 리비도 욕동(libidinal drive) 관점에 있어 부차적인 중요성을 띠는데, 이것이 바로 일반적 공격성과 자기애 분노(narcissistic rage)를 구별해야 하는 이유이다. 제일 중요한 것은, 현실적인 목표를 향해가면서도 부차적인 중요성을 띠는 공격 욕동은 자기애 손상(narcissistic injury)에 대한 강력한 반응일 때, 장애물을 근절하기 위하는데 있어 적응적이다(adaptive).
그러나 컨버그는 코헛의 이론을 공격성의 힘(power of aggression)을 강조하는 것으로 보았다. 컨버그는 자기애성 행동이 공격 욕동이 중심축이 되는 병적 발달에서 유래하였다고 주장함으로써, 프로이트의 개념화에 보다 충실한 모습을 보였다. 컨버그는 자기애가 리비도 욕동과 떨어뜨려 별개로 분석할 수 없는 강한 공격 욕동이라고 보았다. 각자의 내면화된 대상관계의 발달과 대안으로서 리비도 욕동과 공격 욕동에 관련지어야 정상적 자기애와 병적 자기애의 변화를 연구할 수 있다고 보았다.

### 자기애 이상화와 과대자기 간의 관계
코헛은 고전 프로이트 관점과 거리를 두고 있는데, 즉 전이를 발달시킬 능력이 결여되어 이는 점에서 일부 환자를 분석할 수 없다는 것을 보여준다. 코헛은 자기애성 환자는 전이를 보여줄 수 있지만 신경증(neurosis) 환자와는 다르다고 상정하였다. 코헛은 이상화 전이(idealizing transference), 거울 전이(mirror transference), 쌍둥이 전이(twinship transference) 세 유형으로 나눴다. 코헛과 컨버그와의 논쟁은 대부분 이상화 전이와 연관되어 있는데, 코헛은 이를 정상적 발달의 미빌달 수준에의 고착과 연관시켰다. 그러나 컨버그는 이상화 전이가 전이 과정에서 과대자기의 주도에 대한 반응으로서 발생한 병적인 이상화 유형에 불과하다고 보았다.

### 정신분석학적 기법과 자기애성 전이
컨버그와 코헛은 각자 다른 언어로서 분석가로서뿐만 아니라 분석 과정을 바라보았다.

#### 컨버그의 병적 자기애에 관한 분석적 상황
컨버그는 전이과정에서 발생하는 과대성(grandiosity)과 이상화(idealization)의 방어기능을 방법론상에서 불변적으로 해석할 수 있는 것을 필요로 했다. 분석가의 역할은 지지적인 게 아니라 중립적이며 특히 대면 과정에서 그러한데, 이는 자기애성자의 병적 구조(pathological structure)를 수정하기 위해서이다. "분석가는 이런 사례들에서 전이의 특정한 특징에 주목하고 전능통제(omnipotent control)와 평가절하에 대한 환자의 노력을 계속해서 방해한다." 자기애성 현상에 대한 공격적인 해석을 강조해온 것은 프로이트 초기 이론에서의 자기애성 신경을 분석불가한 것이고 자기애 방어(narcissistic defense)를 분석과정에의 완강한 저항을 발동하는 것에서 유래하였으며, 이 이론을 계속 기반으로 사용하였다.

#### 코헛의 병적 자기애에 관한 분석적 상황
원초적 과대성이나 이상화를 현실로부터 방어 후퇴(defensive retreat)하는 것의 표상으로 보는 것과는 반대로, 코헛은 분석적 상황에서의 자기애성 착각(narcissistic illusion)을 환자가 중요한 발달 기회들을 수립하는 시도의 표상으로 보았다. 자기애성 착각은 자기 활력에 대한 기회를 제공한다. 따라서 코럿은 치료에서의 분석가의 위치는 자기애성 전이가 반대에 부딪치지 않고 격려되어야 하는 것이라고 변호한다. 이를 위해 분석가는 공감적 이해력을 보여야 하는데, 이는 자기애성 착각에 대한 수용성(receptivity)과 이러한 착각에 도전하거나 착각이 비현실적이라는 것을 들춰내는 모든 것들을 어떻게서든 회피(avoidance)하려는 것이 포함된다. 코헛은 자기애성 전이(narcissistic transference)와 자기-대상욕구(self-object needs)라는 용어를 사용하였다. 코헛은 소아증(유치증, 유아증, 영아증 infantilism), 그리고 분석가를 포함한 모든 사람에게 바라는 과도한 요구들의 중요성을 강조하기도 하였다. 이들은 본능적 소망(instinctual wish)을 단념한 것이라기 보다는, 따뜻하게 수용되고 이해되어야 하는 발달 욕구가 무시당한 것이다. 자신의 발달 과정에서 일찍이 잃어버린 것을 타인들에게서 추출하는 식으로, 환자는 자가치료를 향하여 나아간다. 코헛은 분석자가 안다고 하는 것과는 상관없이, 환자가 스스로 필요해 하는 것을 아는 것을 느낀다. 코헛은 성숙(maturity)과 발달에 있어 희망(hope)의 중요성을 강조한다. 거기에는 자기 경험(self experience)을 활성화하는 이상(ideal)과 이상화에 대한 지속적인 요구가 존재한다. 자기애성 성격장애 환자와의 연구에서, 코헛의 정신분석학적 방법론을 규정짓는 특징으로는 공감적 침잠(empathic immersion) 혹은 대리적 성찰(vicarious introspection)이 된다. 이를 통해, 코헛은 자신을 환자의 입장에 서보게 된다. 이 관점은 위에서 논하였듯 자기애 방어의 분석가능성에 대한 프로이트 이론의 초기 관점과는 분명 대비된다.

#### 코헛과 컨버그의 상호평가
코헛과 컨버그 모두 서로의 접근법에 대하여 역효과를 낳는다고 평가하였다. 코헛의 관점에서, 컨버그가 제시하는 체계적 해석적 접근법은 자기애성향이 강한 환자에게 폭행(assault)으로 해석되고, 강렬한 자기애 분노(narcissistic rage)를 발동시킨다. 컨버그가 환자 치료를 위한 방법론으로 제시하면서, 자기심리학은 컨버그를 자기애를 치료하는 것이 아니라 새로 만들어내는 것으로 보았다. 반면, 기존의 관점에서 컨버그는 코헛의 접근법을 아무것도 산출해내지 못하는 것이라고 보았다. 환자의 착각이 결국 저절로 사라질 것이라는 가정 하에 이를 묻지도 않고 수용(unauestioning acceptance)하는 것은 환자의 방어기제에 결탁하게 되는 것이라고 보았다. 이로 인해 분석적 과정은 전복되고, 분석자는 환자를 유의미하게 도울 수 있는 인물이 되지 못한다.

#### 통합 관계적 접근
그러나 스티븐 미첼(Stephen A. Mitchell)은 코헛과 컨버그의 관점을 잇는 통합 관계적 접근(integrative relational approach)을 제시하였다. 미첼은 자기애에 대한 기존의 접근 방식은 자기애성 착각이 방어기제로 사용되는 중요한 방식이라는 것을 강조하지만, 건강, 창조성, 그리고 발달상에서 타인과의 중요한 관계를 강화하는 것에 있어서 역할을 상실하게 된다고 보았다. 코헛의 발달정지 접근(developmental-arrest approach)은 자기애성 착각이 성장 고취 기능을 가진다고 하는 관점을 가졌지만, 이들이 정신분석 대상자(analysand)와 분석자 혹은 타인들의 실제 관계에 제한을 가하거나 방해하기도 한다는 한계점을 간과하기도 한다. 미첼이 제시하는 것은, 정신분석 대상자의 착각에 대하여 분명하게 말해주는 것과 착각을 수용하는 것을 겸비하는 미묘한 변증법(dialectic), 그리고 이러한 착각들이 경험될 수 있는 맥락을 더 크게 공급해 주는 것이다.

## 발달 모델
컨버그의 주요 업적 중 하나인 발달 모델(developmental model)은 건강한 관계 형성을 위하여 수행해야 하는 여러 발달과업(developmental task)에 기반한다. 어떤 한 발달과업을 달성하지 못하면, 모종의 정신병을 유발할 위험성이 커진다. 이로 인해, 자기와 타인을 정신적으로 분명하게 하는(psychic clarification of self and other) 발달과업이 실패하면, 다양한 정신병을 초래할 가능성이 높아진다. 분열 극복하기(overcoming splitting)라는 두번째 과업을 수행하지 못하면 경계선성격장애를 초래할 위험이 높아진다.
컨버그의 발달모델은 욕동(drive)에 관한 그의 관점을 반영하기도 한다. 컨버그의 욕동은 프로이트의 그것과는 다르다. 컨버그는 편집-조현 자리(paranoid-schizoid position)와 우울 자리(depressive position)를 중심으로 구성된 멜라니 클라인(Melanie Klein)의 발달모델로부터 영감을 받았다. 컨버그의 이론에 관한 보다 세밀한 정보는 코헨(M. Cohen)의 2000년 저작에서 확인할 수 있다.

### 생후1개월
컨버그는 생후1개월 영아가 자신의 경험을 그 경험이 가지고 있는 정동적 유의가(情動的 誘意價, affective valence)에 기반하여 분류하려 한다고 보았다. 영아는 서로 다른 정동 상태 사이를 왔다갔다 한다. 한 쪽의 상태가 즐겁고(pleasurable) 만족스러운(gratified) 것이라면, 반대쪽 상태는 불쾌하고(unpleasurable) 고통스러우며(painful) 좌절을 맛보는(frustrating) 것이다. 어느 쪽에 있든 상관 없이, 자기와 타인 사이의 구분이 지어져 있지 않다.

### 발달과업

#### 첫번째 발달과업: 자기와 타인의 정신적 명확화
첫 발달과업은 자기란 무엇이고 타인이란 무엇인지를 구분할 수 있는 능력을 기본으로 한다. 이 발달과업이 성취되지 못한다면, 자기의 경험과 타인의 경험을 구분하지 못하기 때문에, 분리되어 있고 뚜렷하며 믿을만한 자기감(sense of the self)을 갖지 못한다. 이 발달과업의 실패는 모든 정신병의 전조로 상정되기도 한다. 조현병에서 환각, 망상, 정신 파편화 등의 증상으로부터, 내면 세계와 외부 세계, 자기 경험과 타인 경험, 자기 마음과 타인 마음을 구분하지 못하는 것을 볼 수 있다.

#### 두번째 발달과업: 분열 극복
첫번째 발달과업이 성취되면, 자아상(self-images)과 대상상(object images)이 구분될 수 있다. 그러나 이 상들은 정동적으로 떨어져 있게 된다. 사랑스런 자아상과 좋은 대상(good objects)의 상은 정적정동(positive affect) 혹은 리비도 정동(libidinal affect)에 의해 하나로 모아진다. 싫은 자아상과 나쁜 대상의 상, 좌절시키는 대상상은 부적정동(negative affect) 혹은 공격성 정동(aggressive affect)으로 모아진다. 좋은 것은 나쁜 것과 분리되어 있다. 아이가 대상을 온전한 하나(whole)로 보는 것, 즉 아이가 대상이 좋기도 나쁘기도 하다는 것을 알게 될 때, 발달과업은 성취된다. 온전한 대상을 보게 되면, 아이는 자기도 사랑스럽기도 하고 싫기도 하며, 좋기도 하고 나쁘기도 하다는 것을 알아야 한다. 이 두번째 발달과업을 실패하면 경계선성격장애 증상을 보일 수 있는데, 이는 자기와 대상이 동시에 좋고 나쁠 수 있다는 사실을 보지 못하게 된다. 무언가가 좋거나 나쁘지만, 이 두 정동이 같은 한 대상에 있을 수 없다는 것이다.

### 발달단계
컨버그의 자기발달모델(model of self development) 대상발달모델은 내적 대상 관계 단위(internalized object relations units)의 성장을 묘사하는 다섯 단계에 기초해 있다. 이중 일부는 촉진단계(precipitating stage) 동안 발생하기도 한다. 단계는 고정되어 있지 않고 유동적이다.
- 1단계(생후 0-1개월) : 정상적 자폐(normal autism)
- 이 단계는 자기-대상표상(self-other representation)이 구분되어 있지 않다. 이는 말로(Mahler), 파인(Pine), 베르그만(Bergman)의 자폐 개념과 같다.
- 2단계 (생후 2개월-생후 6-8개월) : 정상적 공생(Mormal symbiosis)
- 이 단계 초반에서 아이는 상반되는 정동적 유인가를 통합하지 못한다. 리비도 투자 표상과 공격성 투자 표상은 좋은 자기-대상표상과 나쁜 자기-대상표상으로 엄격히 나눠져 있다.
- 3단계(생후 6-8개월 - 생후 18-36개월) : 대상 관계로부터의 자기분화(differentiation of self)
- 이 단계에서 좋은 자기-대상표상은 좋은 자기와 좋은 대상으로 나뉘며, 나쁜 자기-대상표상도 나쁜 자기와 나쁜 대상으로 나뉜다. 아이가 자기와 타자를 나누지 못하면 정신병을 얻게 된다. 첫번째 발달과업을 달성하지 못하면 2단계에 고착된다. 이 단계에서 자기와 타자의 구분이 발생하지만, 좋은 자기와 나쁜 자기와 대상표상은 분열 기제를 통하여서 엄격하게 떨어져서 이상과 엄마와의 좋은 관계를 나쁜 자기표상과 나쁜 엄마에 대한 표상의 봉쇄로부터 지켜내고자 한다.

- 4단계(생후 36개월 이상 - 오이디푸스 시기) : 자기표상과 대상표상의 통합
- 이 시기동안, 좋은(즉 리비도 투자된) 자기표상과 대상표상, 그리고 나쁜(즉 공격성 투자된) 자기표상과 대상표상은 명확한 자기체계(self-system)와 총체적 대상표상으로 나뉜다. 긍정적 부정적 성격 모두를 지닌 자기나 타자의 가능성을 이해할 수 있다. 실패하면 경계선 성격조직을 초래한다. 두번째 발달과업을 성취하지 못하고 3단계에 고착된다. 이어서, 좋은 자기와 좋은 대상은 좋은 것과 나쁜 것의 분열에 의해 공격성으로부터 계속 지켜져야 한다.
- 5단계 : 초자아(superego)와 자아(ego)의 통합 강화
- 이 단계에서 자아(ego)와 초자아(superego)와 이드(id)는 명확한 내적 정신 구조(intrapsychic structure)에서 강화된다.

모든 발달과업을 완수하면 아이는 신경증적 성격구조를 갖게 되는데, 이는 가장 강력한 성격구조(personality structure)이다.

## 욕동에 대한 견해
프로이트의 관점과는 반대로, 컨버그에게서 욕동(drive)은 선천적으로 타고난 것이 아니다. 리비도 욕동(libidinal drive)과 공격 욕동(aggressive drive)은 장기간동안 타인과의 상호작용(interaction) 경험을 통해서 형성되고 발달한다. 아이의 좋은 정동(good affect) 나쁜 정동(bad affect)은 강화되고 리비도 욕동과 공격 욕동이 형성된다. 타인과의 좋고 즐거운 상호작용은 장기간동안 즐거움 추구 욕동(pleasure-seeking drive) 즉 리비도 욕동으로 강화된다. 마찬가지로 타인과의 나쁘고 불만족스러우며 좌절시키는 상호작용은 장기간동안 파괴 욕동(destructive drive) 즉 공격성 욕동으로 강화된다.

## 같이 보기
- 경계선 성격장애
- 고착
- 대상관계이론
- 멜라니 클라인
- 분열
- 신경증
- 인격장애
- 자기심리학(self psychology)
- 자기애(나르시시즘)
- 자기애 방어
- 자기애 분노와 자기애 손상
- 자기애성 성격장애
- 자아심리학(ego psychology)
- 지그문트 프로이트
- 퇴행
- 하인츠 코헛